# ジョン・D・バルクリー
ジョン・ダンカン・バルクリー（John Duncan Bulkeley、1911年8月19日 - 1996年4月6日）は、アメリカ合衆国の海軍軍人。最終階級は海軍中将。名誉勲章受章者。
バルクリーは魚雷艇（PTボート）の性能改善や運用方法、戦術の考案などに深くかかわり、第二次世界大戦のほぼ全期間にわたって魚雷艇とともにあった。太平洋戦争初期のマッカーサーのフィリピン脱出の実質的な指揮を執り、その功績により名誉勲章を授与された。大戦後半はヨーロッパ戦線に転じて魚雷艇隊を指揮した。また、バルクリーは最も多くの叙勲を受けた海軍士官の一人としても記録されている。

## 生涯

### 前半生

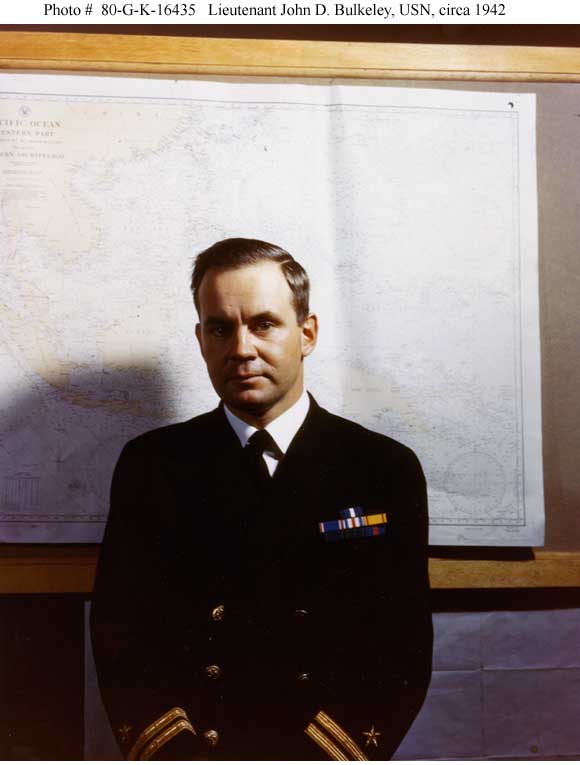
大尉時代のバルクリー

ジョン・ダンカン・バルクリーは1911年8月19日、ニューヨークに生まれる。のちに、ニュージャージー州ハケッツタウンに家族とともに移り、ハケッツタウン・ハイスクールを卒業する。バルクリーは海軍兵学校（アナポリス）への進学を志すが、自宅のあるニュージャージー州からの推薦が得られなかったため、テキサス州の推薦を得て入学した。1933年にアナポリスを卒業。卒業年次から「アナポリス1933年組」と呼称されたこの世代からは、「クイーンフィッシュ」 (USS Queenfish, SS-393) 艦長で阿波丸事件の一方の当事者チャールズ・E・ラフリン、「アーチャーフィッシュ」 (USS Archer-fish, SS-311) 艦長として日本海軍の航空母艦「信濃」を撃沈したジョゼフ・F・エンライト、「ハリバット」 (USS Halibut, SS-232) 艦長を経て大将に登りつめたイグナティス・J・ギャランティンなどがいる。ただし、予算に制約があったため、クラスの上位者のみが卒業後の地位が保証され海軍に入った。バルクリーはこの「ふるい」にかけられたこともあったのか、かねてから工学に強い関心を寄せており、またアメリカ陸軍航空隊にも入隊して猛訓練に明け暮れた。一年後、フランクリン・ルーズベルト大統領と議会は海軍の増員計画を認可し、これによってバルクリーも海軍に入ることができ、重巡洋艦「インディアナポリス」 (USS Indianapolis, CA-35) に配属された。
バルクリーは早い段階から一風変わった才能をもって、リーダーシップがあることを海軍内に認識させた。少尉になりたての1930年代半ば、バルクリーはワシントンD.C.を往復する汽船の個室から駐米日本大使のブリーフケースを回収し、海軍情報部に提出した。この大胆な行為は叙勲までには至らなかったものの、アジア艦隊所属の「中国沿岸の疾走する幽霊」との異名を持つ砲艦「サクラメント」 (USS Sacramento, PG-19) の機関長に任命された。中国に赴任したバルクリーは、イギリス駆逐艦「ダイアナ」 (HMS Diana H49) 艦上で開かれたディナー・パーティーに招待され、そこでイギリス人女性アリス・ウッドと知り合った。当時の中国は日中戦争の真っただ中であり、バルクリーは上海や汕頭などへの日本軍の進撃や、1937年12月12日のパナイ号事件を目撃している。第二次世界大戦勃発後、バルクリーはアメリカ本国へ帰還し、フロリダ州キーウェストで魚雷艇の各種実験に関わることとなった。

### 第二次世界大戦・フィリピン

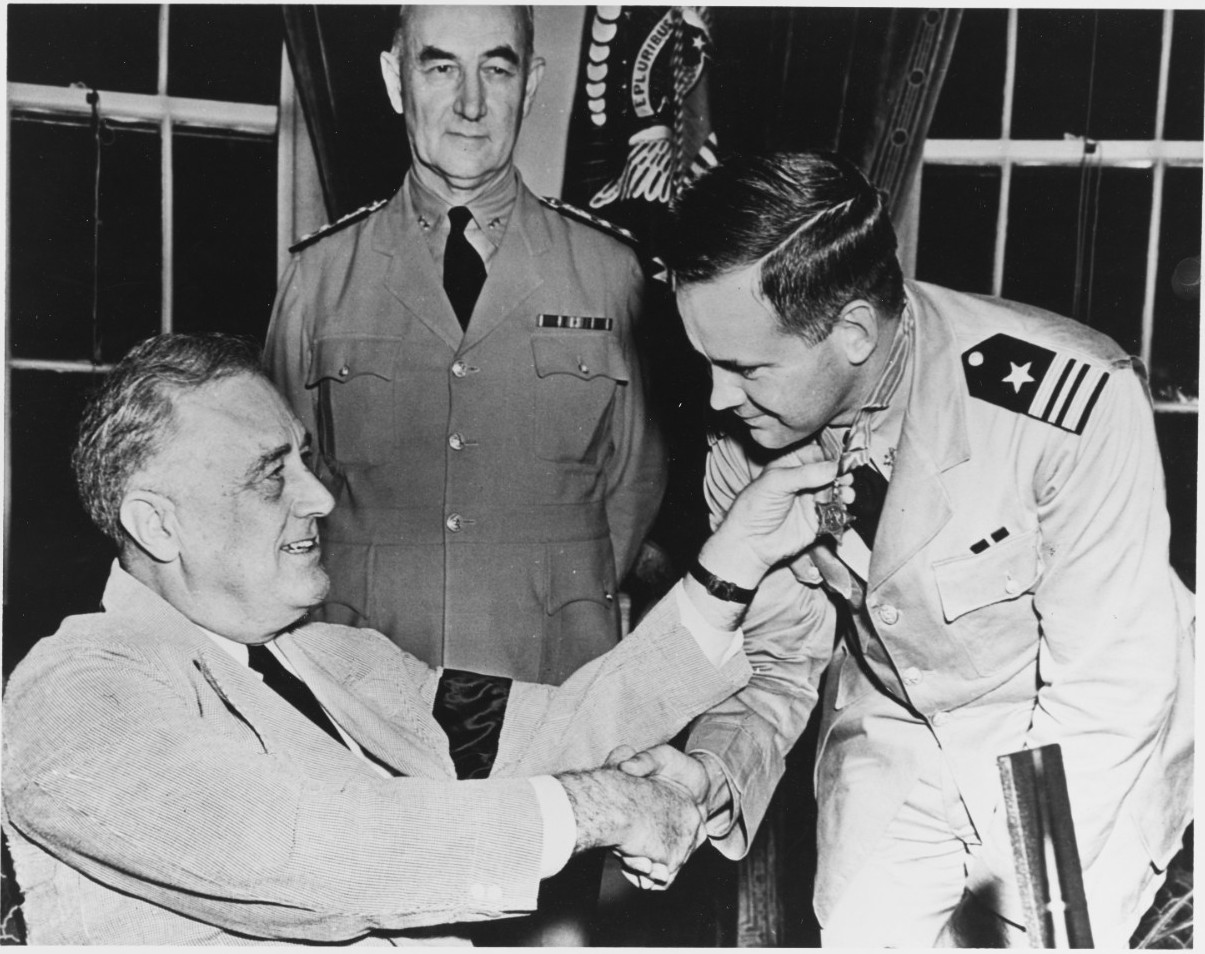
ルーズベルト大統領から名誉勲章を授けられるバルクリー（1942年7月）

1941年8月、中尉に昇進したバルクリーは第3魚雷艇隊司令の職に選ばれ、フィリピンに赴くこととなった。当時、キーウェストでの実験にはバルクリーともう一人の士官が関わっていたが、どちらかが必ずフィリピンに赴任することになっていた。また、日米関係が緊張している時期であったため、バルクリーは司令の職を命じられたと同時に、隊を臨戦態勢に保っておくことを命じられる。マニラ行のタンカーに隊の魚雷艇6隻を搭載し、船上でも訓練を欠かすことはなかった。
フィリピンのアメリカ極東陸軍を率いていたダグラス・マッカーサー陸軍大将は、かねがねフィリピンの島々の警備用に魚雷艇を200隻揃えることを希望していた。バルクリーとともにやってきた6隻がその第一歩となったわけであるが、200隻は途方もない数であった。6隻のほかに別の6隻が追加派遣されるはずであったが、太平洋戦争開戦には間に合わなかった。ともかく、フィリピンに着任したバルクリーは、マッカーサーの命により魚雷艇の使用計画プランを作成したり、現地のフィリピン人乗組員に魚雷艇の運用方法を教える職務に就いた。ところが、バルクリーはマッカーサーとアジア艦隊司令長官トーマス・C・ハート大将（アナポリス1897年組）が見守る中で行われた演習で、魚雷艇が警備のみならず攻撃にも十分使える戦力であることを立証してみせた。このことは、マッカーサーのフィリピン脱出時における脱出手段の選択の伏線となった。
極東陸軍とフィリピン軍はバターン半島に立てこもって日本軍をくぎ付けにしていたものの補給が途絶えて流行病も蔓延し、マッカーサーや主だった幕僚がコレヒドール島に籠ったままで前線の士気も低下しつつあった。そのさなかの1942年2月、ルーズベルトの指示によって、マッカーサーはオーストラリアへの脱出を決心する。ルーズベルトやジョージ・マーシャル陸軍参謀総長、現地の幕僚は脱出の手段として潜水艦の使用を念頭に置いていた。ところが、マッカーサーは大方の予想に反して魚雷艇での脱出を選択する。マッカーサーに閉所恐怖症の気があったこともあるが、前述の開戦前にバルクリーが行った演習で、魚雷艇に深い理解を示していたことが決め手となった。バルクリーはアジア艦隊の残存の幕僚から、魚雷艇で500マイルから600マイル程度の航海が可能かどうか問われると、「自分の能力と艇の能力に十分自信があった」こともあり、「まったく問題ない」「簡単にやれます」と答えた。バルクリー自身、航海の内容がマッカーサーの脱出計画であることをうすうす気づいており、マッカーサーに呼ばれてマッカーサーおよびジーン夫人を乗せて魚雷艇での短時間の航海を行ったのち、マッカーサーから「3月15日までにミンダナオ島経由でオーストラリアへ脱出する」計画を正式に打ち明けられ、「まったく問題ありません」と返答した。
かくして魚雷艇での脱出劇が始まることとなり、バルクリーが直接指揮するPT-41にはマッカーサーとその家族、リチャード・サザランド参謀長など計8名が乗艇した。バルクリーは沿岸部を進めば日本海軍の艦艇がいるだろうと予測し、その目を避けるため外洋に出てミンダナオ島へ向かうコースを選定。3月11日20時にコレヒドール島を離れてミンダナオ島に向かった。3月12日にクーヨー諸島タガヤン島で小休止したのち、3月13日にミンダナオ島カガヤン・デ・オーロに到着して、日本軍の包囲からマッカーサーを無事脱出させるという大任を果たした。
なお、バルクリーおよび魚雷艇隊の一連の働きの陰には、バルクリーの着任以前から魚雷艇の有用性をマッカーサーに説いていたシドニー・ハフ陸軍中佐の存在も大きい。

### 第二次世界大戦・大戦中期から後期
バルクリーはマッカーサーを脱出させたあと、1942年9月まで南西太平洋軍で魚雷艇の指揮を執ったのちアメリカ本国に戻り、ロードアイランド州ポーツマスの魚雷艇訓練センターで第2魚雷艇隊司令として各種実験に関わっていたが、1943年9月から1944年3月までは病気のため休職した。病気から回復後は第2魚雷艇隊を率いてヨーロッパ戦線に参加し、1944年6月のノルマンディー上陸作戦でのユタ・ビーチの戦いに参じ、ドイツ海軍の魚雷艇Eボートの攻撃から上陸部隊を守る一方、上陸作戦で沈没した護衛駆逐艦「リッチ」 (USS Rich, DE-695) 、駆逐艦「コリー」 (USS Corry, DD-463) 、掃海艇「タイド」 (USS Tide, AM-125) の乗組員の救助作業を行った。
1か月後には南ヨーロッパ戦線に移り、ドラグーン作戦のさなかの8月17日に起こったでは、駆逐艦「エンディコット」 (USS Endicott, DD-495) とともに、イギリス海軍の2隻の砲艦を攻撃してきたドイツ海軍のコルベット2隻を迎撃して撃沈した。ラ・シオタの戦いでバルクリーは終始主導権を握り、「私は他に何が出来ようか？あなたが従い、戦い、そして勝つ。そして、これが将来的にアメリカ海軍の評判を高めることとなる。」と後日回想している。その後、バルクリーはスタテンアイランドのベスレヘム・スチールで建造中の駆逐艦「ストライブリング」 (USS Stribling, DD-867) の監督のためアメリカに戻り、1945年9月29日の公試運転では「ストライブリング」を操艦した。

### 冷戦期
大戦終結後、バルクリーは1946年7月から1948年5月までアナポリスのスタッフとなり、1949年7月までは第二水陸両用戦部隊旗艦の揚陸指揮艦「マウント・オリンパス」 (USS Mount Olympus, AGC-8) の艦長を務めた。1949年8月から1950年1月まではノーフォークのアメリカ統合軍幕僚学校を受講し、国防長官のオフィスにも配属された。また、核兵器の研究と開発のための原子力連絡委員会に入り、兵器部門のチーフとなる。
1950年に勃発した朝鮮戦争には1952年から加わり、1952年10月から1954年3月の間に第132駆逐群司令と第5巡洋艦部隊参謀長を務めた。朝鮮人民軍と中国人民志願軍が有力な艦艇を持っていなかったため、もっぱら艦砲射撃に従事。朝鮮戦争で朝鮮人民軍は、アメリカ海軍艦艇に深刻な損害を与えることはなかった。
朝鮮戦争の休戦後、バルクリーは1956年1月から1958年3月にかけて統合参謀本部入りしてワシントンに詰めるが、1958年3月から9月の間に給油艦「トロヴァナ」 (USS Tolovana, AO-64) の艦長を務めてロングビーチ沖における『ディープ・ドラフト』任務に従事し、人事局勤務としてワシントンに戻るも、1959年2月に海上勤務に復帰して第12駆逐部隊司令となった。
1960年代初頭、バルクリーはテネシー州クラークスビルの原子力関連施設を防衛する海兵隊の警戒心をチェックするため、隠密裏に施設に忍び込むという任務を行った。バルクリーは昔ほどのキレがなかったため、検知されないよう忍者調のスーツを着込み、暗くなってから施設に入り込んだ。囮としてトライアンフ TR3と銀塗りしたPTボートを施設外に配置し、海兵隊はこれらに引付けられたおかげで任務は成功した。その後は、PT-109艇長として第二次世界大戦を戦ったジョン・F・ケネディ大統領によって少将に昇進し、1963年12月12日付でキューバのグァンタナモ基地司令官となる。グァンタナモでは淡水化装置の導入を進めた。そもそも、1961年のピッグス湾事件以来険悪になっていたキューバ領内の基地ゆえ、キューバ側は水の手を断つ妨害を試みており、実際に1964年2月6日に送水が断たれた。キューバ側はさらに、「アメリカ側が水を盗んでいる」と繰り返し宣伝放送を行っており、これに対してバルクリーは基地内の水道を自主的に破壊することに決め、公開の上破壊して「盗んでいる」という宣伝を沈黙させた。これが淡水化装置の導入の理由であり、装置は1966年7月26日に完成したが、バルクリーはその前の1966年6月14日付でグァンタナモの任から離れた。
帰国後は1966年6月から1年間、地中海に展開する第8巡洋艦・駆逐艦部隊司令官を務め、1967年からはワシントンの海軍検査・調査委員会（INSURV）の委員長となった。委員長在任中の1974年あるいは1975年に一度退役するが、委員会のためにただちに現役に復した。1988年にバルクリーは55年におよぶ海軍生活に別れを告げて退役。1996年4月6日、バルクリーはメリーランド州シルバースプリングで84年の生涯を終え、軍葬の礼をもってアーリントン国立墓地に埋葬された。この時点で、バルクリーの軍歴に輝かしいページを加える貢献をしたマッカーサーやその幕僚、いわゆる「バターン・ギャング」は、判明している分については全員他界しており、バルクリーは「バターン・ギャング」を知る最後の生き残りの一人であった。

## 受章歴
| アメリカ軍褒章          |                                                             |
|                         | 名誉勲章                                                    |
|                         | 海軍十字章                                                  |
| Bronze oak leaf cluster | 殊勲十字章 / 樫葉章                                         |
| Gold star               | 海軍殊勲章 / 5/16インチ星章                                 |
| Gold star               | シルバースター / 5/16インチ星章                             |
| V · Gold star           | レジオン・オブ・メリット / 5/16インチ星章 / Vデバイス       |
| Gold star               | パープルハート章 / 5/16インチ星章                           |
| 従軍章および戦功章      |                                                             |
|                         | 中国戦線従軍章                                              |
|                         | アメリカ防衛従軍記章 / 「艦隊」クラスプ                     |
|                         | アメリカ従軍記章                                            |
|                         | アジア太平洋戦線従軍章                                      |
|                         | ヨーロッパ・アフリカ・中東戦線従軍章                        |
|                         | 第二次世界大戦戦勝記念章                                    |
| Bronze star             | 国土防衛従軍章 / 従軍星章                                   |
|                         | 朝鮮戦争従軍章                                              |
| 外国勲章                |                                                             |
|                         | 第二次世界大戦クロワ・ド・ゲール勲章（フランス） / パルム章 |
|                         | 殊勲行動星章（フィリピン）                                  |
|                         | フィリピン防衛章                                            |
|                         | 国際連合従軍章                                              |

バルクリーはその軍歴の中で名誉勲章、海軍十字章のほか、殊勲十字章、海軍殊勲章、シルバースター、Vデバイス付きレジオン・オブ・メリットおよびパープルハート章を各2度受章し、3度の戦闘章リボン、フランスのクロワ・ド・ゲール勲章およびフィリピンの殊勲行動星章その他を受章した。このうち、名誉勲章の勲記は以下のとおりである。

## 記念
ニュージャージー州道57号線のうち、マンスフィールドを通る部分が「アドミラル・ジョン・D・バルクリー・メモリアル・ハイウェイ」と命名されている。また、2001年就役のアーレイ・バーク級ミサイル駆逐艦の34番艦「バルクリー」 (USS Bulkeley, DDG-84) は、バルクリーを記念して命名された。

## コレヒドール戦記
1945年公開の『コレヒドール戦記』（ジョン・フォード監督）では、ロバート・モンゴメリーがバルクリーをモデルにした「ブルックリー大尉」を演じている。映画では、ジョン・ウェイン、ドナ・リード、ワード・ボンドらが戦友役を演じている。